# Ana Yancy Clavel
Pour les articles homonymes, voir Clavel.
Ana Yancy Clavel, née le 28 avril 1992 à San Salvador au Salvador, est un mannequin salvadorien. Elle est couronnée Miss Salvador en 2012 et représente le Salvador à Miss Univers 2012.